# Soldiers of the Sky
Soldiers of the Sky ist ein US-amerikanischer Kurzfilm von Earl Allvine aus dem Jahr 1941.

## Handlung
Der Film zeigt Fallschirmfliegereinheiten während ihres Trainings. Als Sprecher aus dem Off fungierte Paul Douglas.

## Produktion
Soldiers of the Sky erschien als Teil der Kurzdokumentarfilmreihe Adventures of the Newsreel Cameraman. Der Film erhielt am 1. August 1941 einen Copyright-Eintrag.

## Auszeichnungen
Soldiers of the Sky wurde 1942 für einen Oscar in der Kategorie „Bester Dokumentar-Kurzfilm“ nominiert, konnte sich jedoch nicht gegen Churchill’s Island durchsetzen.